# Victor-Auguste-Isidore Dechamps
Victor-Auguste-Isidore Dechamps C.SS.R., belgijski rimskokatoliški duhovnik, škof in kardinal, * 6. december 1810, Melle, † 29. september 1883.

## Življenjepis
20. decembra 1834 je prejel duhovniško posvečenje; 13. junija 1836 je podal redovne zaobljube pri Kongregaciji najbolj svetega Odrešenika.
25. septembra 1865 je bil imenovan za škofa Namurja in 1. oktobra istega leta je prejel škofovsko posvečenje.
20. decembra 1867 je bil imenovan za nadškofa Mechelena.
15. marca 1875 je bil povzdignjen v kardinala in imenovan za kardinal-duhovnika S. Bernardo alle Terme.